# Olearia erubescens
Olearia erubescens là một loài thực vật có hoa trong họ Cúc. Loài này được (Sieber ex DC.) Dippel mô tả khoa học đầu tiên năm 1889.